# Olanuten
Der Olanuten (norwegisch) ist ein rund 1000 m hoher und zumeist schneebedeckter Berggipfel im ostantarktischen Königin-Maud-Land. Er ragt auf der Südseite des Bergs Dagvola im nördlichen Teil der Kraulberge auf.
Wissenschaftler des Norwegischen Polarinstituts benannten ihn 1970 nach dem Topografen und Geodäten Ola Steine, Teilnehmer an der Vierten Norwegischen Antarktisexpedition (1968–1969).